# Fergus McCreadie

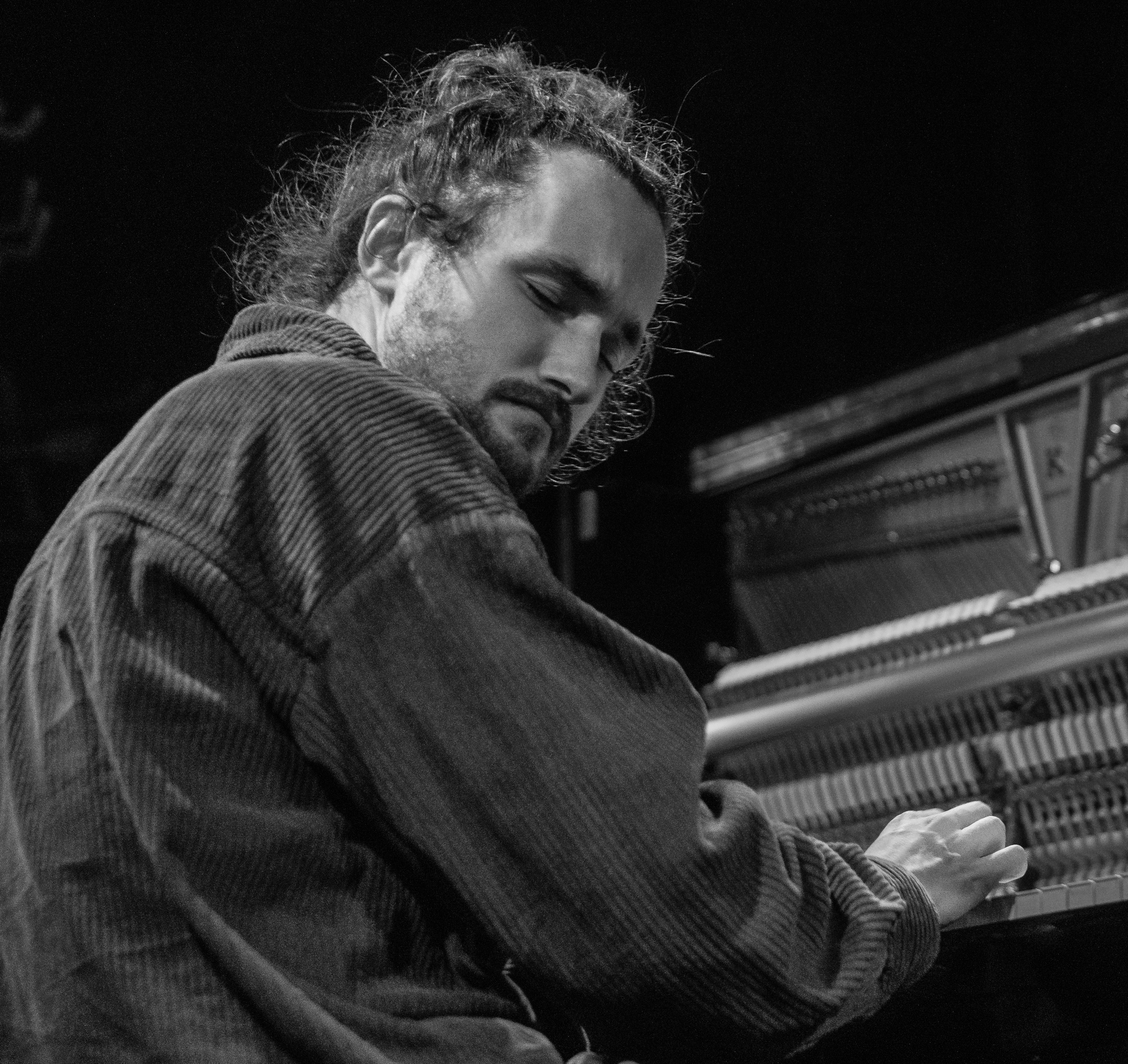
Fergus McCreadie auf der Bühne in Herr Nilsen, Oslo 2023
Foto von Tore Sætre

Fergus McCreadie (* 12. Juli 1997 in Jamestown bei Strathpeffer) ist ein britischer Jazzmusiker (Piano, Komposition); er gilt als „Lyriker mit Sinn für Melodien und die Geschichte seiner Stücke.“

## Leben und Wirken
McCreadie wuchs in Dollar auf; sein erstes Instrument war der Dudelsack. Als Absolvent des Jugendjazzorchesters von Tommy Smith studierte er Jazzpiano am Royal Conservatoire of Scotland, wo er 2018 seinen Abschluss machte.
McCreadie gründete mit Bassist David Bowden und Drummer Stephen Henderson, die er beim Studium kennenlernte, sein eigenes Trio; damit trat er bereits bei den Jazzfestivals in Glasgow, Edinburgh, Fife, Aberdeen, Oslo und Stockholm sowie beim Ronnie Scott’s International Piano Trio Festival auf und war zunächst auf Tourneen in Norwegen, Schweden, Litauen und Estland. Das im Frühjahr 2018 veröffentlichte selbstproduzierte Debütalbum des Trios Turas wurde dafür gelobt, dass es in seinen Eigenkompositionen die Auseinandersetzung mit der schottischen Landschaft und den musikalischen Traditionen widerspiegele, aber zugleich fest in die Jazzpiano-Tradition eingeordnet sei. 2020 präsentierte er mit Cairn sein zweites Album im Trio, das bei Edition Records erschien und bei NDR Kultur als Jazz-CD der Woche vorgestellt wurde. 2022 präsentierte er sein Trio auf dem INNtöne Tastenfestival (Radiomitschnitt).
McCreadie trat auch mit dem National Youth Jazz Orchestra of Scotland, dem Jazz-Funk-Folk-Kollektiv Fat-Suit, mit Luca Manning und mit der Gruppe Strata des Schlagzeugers Graham Costello auf; er ist an dessen Album Obelisk (2019) beteiligt. Mit dem Quartett von Matt Carmichael legte er das Album  Where Will the River Flow (2021) vor.

## Preise und Auszeichnungen
Neben dem Gewinn des renommierten Peter Whittingham Jazz Award mit seinem Trio 2016 gewann McCreadie zweimal den Young Scottish Jazz Musician of the year under-17s Prize; überdies ist er Gewinner des Guy Jones Prize, des Joe Temperley Prize des Royal Conservatoire of Scotland und des Linda Trahan Memorial Prize der St. Andrews University. Das Album Turas wurde bei den Parliamentary Jazz Awards 2019 als Album des Jahres und bei den Scottish Jazz Awards 2019 als bestes Album ausgezeichnet, nachdem McCreadie bei den Scottish Jazz Awards 2018 (ebenso wie wieder 2020) als bester Instrumentalist ausgezeichnet wurde.

## Diskographische Hinweise
- Forest Floor (Edition Records, 2022; mit David Bowden und Stephen Henderson)
- Stream (Edition Records, 2024; mit David Bowden und Stephen Henderson)[6]